# José Lodi Batalha
José Lodi Batalha ou simplesmente Batalha, (Rio de Janeiro, 28 de abril de 1896 — Rio de Janeiro, 27 de outubro de 1963), foi um futebolista brasileiro que atuou como goleiro.

## Carreira
Iniciou sua carreira futebolística no Helênico/RJ. Após saída do Helênico, o atleta defendeu Flamengo e Fluminense. Defendeu também a Seleção Brasileira que disputou o Campeonato Sul-Americano de Futebol de 1925. No dia 17 de dezembro de 1925, fez a sua única partida pela Seleção Brasileira, sofrendo 1 gol.

## Morte
Batalha morreu em 27 de outubro de 1963, aos 67 anos.

## Títulos
Flamengo
- Campeonato Carioca: 1925